# الس سه
الس سه (انگلیسی: Aleš Čeh؛ زادهٔ ۷ آوریل ۱۹۶۸) یک بازیکن فوتبال اهل اسلوونی است.
وی همچنین در تیم ملی فوتبال اسلوونی بازی کرده‌است.